# Вулиця Юлія Чигирина
Вулиця Юлія Чигирина — вулиця в Салтівському районі Харкова. Вулиця з'єднує проспект Героїв Харкова з провулком Фейєрбаха.

## Історія і назва
Заснування вулиці Юлія Чигирина відносять до 1-ї половини XVIII століття. Ця частина міста називалась Немишлянська слобода.
За роки свого існування вулиця багато разів змінювала свою назву. Первісна назва вулиці — Дворянська.
У 1879 році терористом-народовольцем Григорієм Гольденбергом був убитий харківський генерал-губернатор князь Д. М. Кропоткін. В його пам'ять Дворянську перейменували у вулицю Кропоткіна. В 1921 році міська, вже радянська, влада виготовляла таблички з назвою вулиці і залишила цю назву, імовірно, маючи на увазі революціонера-анархіста П. О. Кропоткіна, двоюрідного брата вбитого губернатора. Таким чином, вулиця носила ім'я Кропоткіна до 1936 року.
У 1936 році вулиця отримала ім'я радянського партійного діяча О. Г. Черв'якова. Але в 1937 році Черв'яков помер при сумнівних обставинах після різкої партійної критики. Вулицю знову перейменували. На цей раз вона отримала назву Електротехнічної.
Під час німецької окупації Харкова вулиці тимчасово повертали найменування Дворянської.
У 1963 році вулиці було присвоєне сучасне ім'я в пам'ять про подвиг Юлія Чигирина, який врятував від загибелі під колесами поїзда двох жінок, заплативши своїм життям.

## Будинки
- Будинок № 1/35 на розі з проспектом Героїв Харкова — Колишній прибутковий будинок Т. Делярової. Початок XX століття. Стиль модерн.
- Будинок № 5 — Колишній будинок дійсного статського радника В. К. Біскупського. Побудований у 1875 році. Після революції 1917 року будинок був націоналізований, його використовували під радянські адміністративні заклади, а пізніше в ньому розміщувалась школа робітничої молоді. На початок XXI століття будинок перебував у занедбаному стані. В 2002 році Консалтингова група «Рубаненко і Партнери» розпочала ремонт будинку, дбайливо зберігши його архітектуру. З 2004 року тут діє культурно-діловий центр «Вітальня на Дворянській»[3][4].
- Будинок № 7 — Власником цього будинку був лікар П. М. Лівшиц. Зараз тут розташований пологовий будинок № 2 ім. М. Х. Гельфериха[5].
- Будинок № 8 — Пам'ятка архітектури Харкова, охорон. № 464. Колишній прибутковий будинок О. І. Мельгунової, 1914 рік, архітектор О. І. Ржепішевський.
- В будинку № 11 за ініціативою лікаря Владислава Франковського у 1878 році була відкрита перша в Харкові міська дитяча лікарня. Будинок не зберігся.
- Будинок № 13 — За цією адресою розташована велика ділянка, що пролягає вздовж провулка Фейєрбаха до Харківської набережної, тут зареєстрований Харківський комбінат хлібопродуктів № 1. Ділянкою володіло дворянське сімейство Гладкіх. Під номером 13/3 зазначена пам'ятка архітектури Харкова, охорон. № 631. Колишній паровий млин (млин Гладкіх). Побудований близько 1885 року, архітектор невідомий. Будівля виходить фасадом на річку Харків. З 2019 року розпочата реконструкція і забудова ділянки під розміщення ІТ-парку[6].

## Галерея

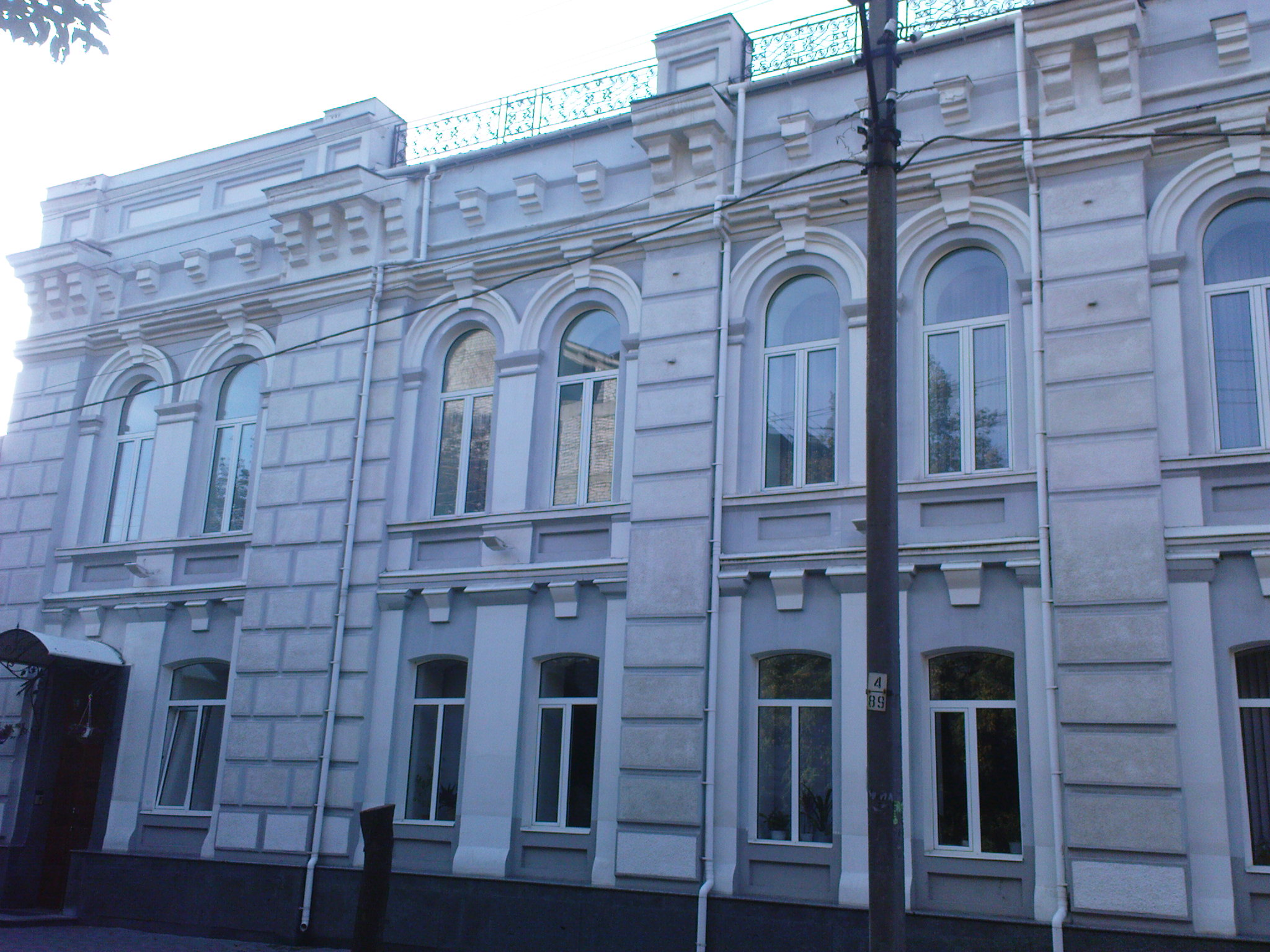
Будинок № 5. «Вітальня на Дворянській»
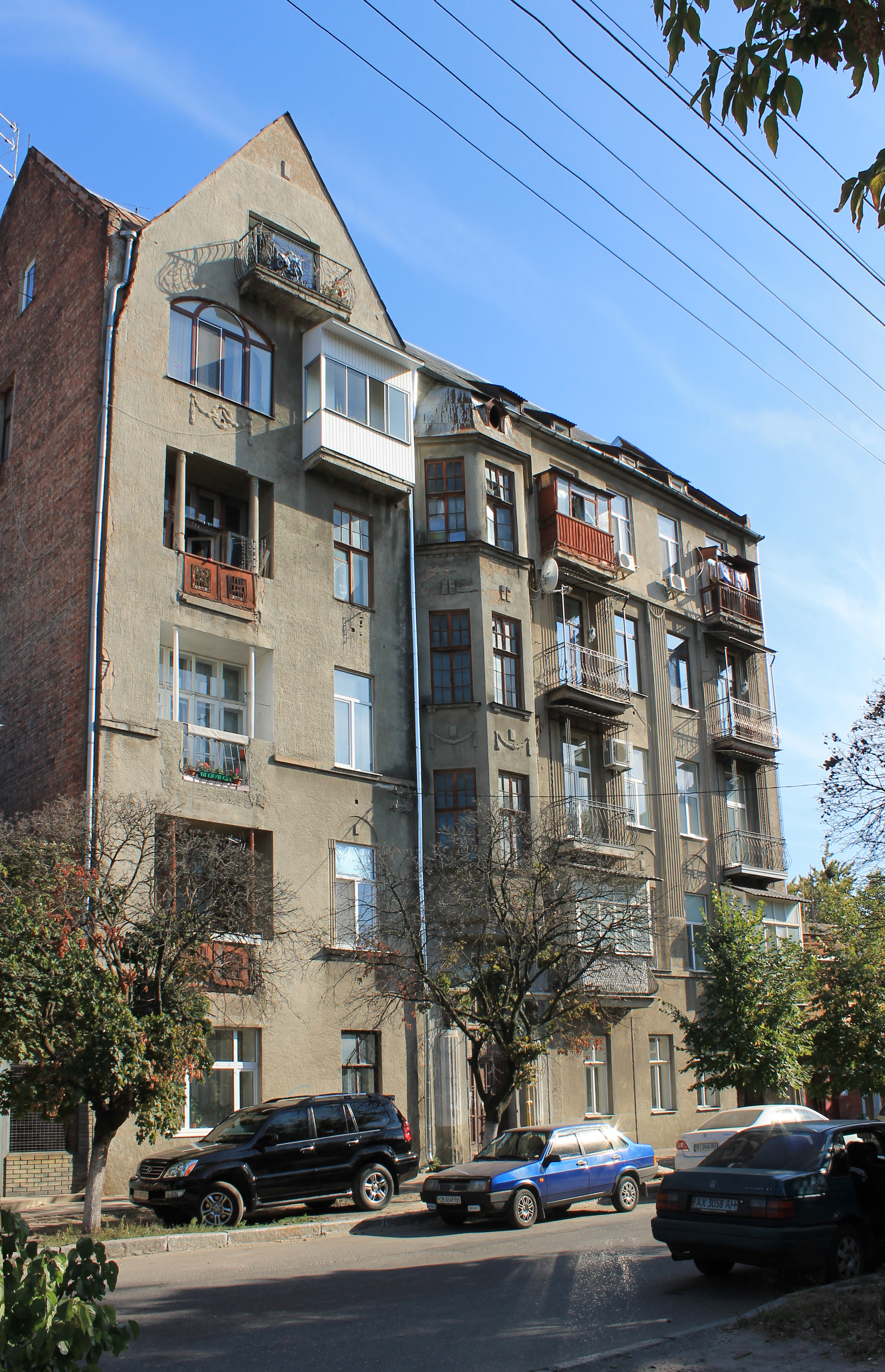
Будинок № 8. Житловий будинок
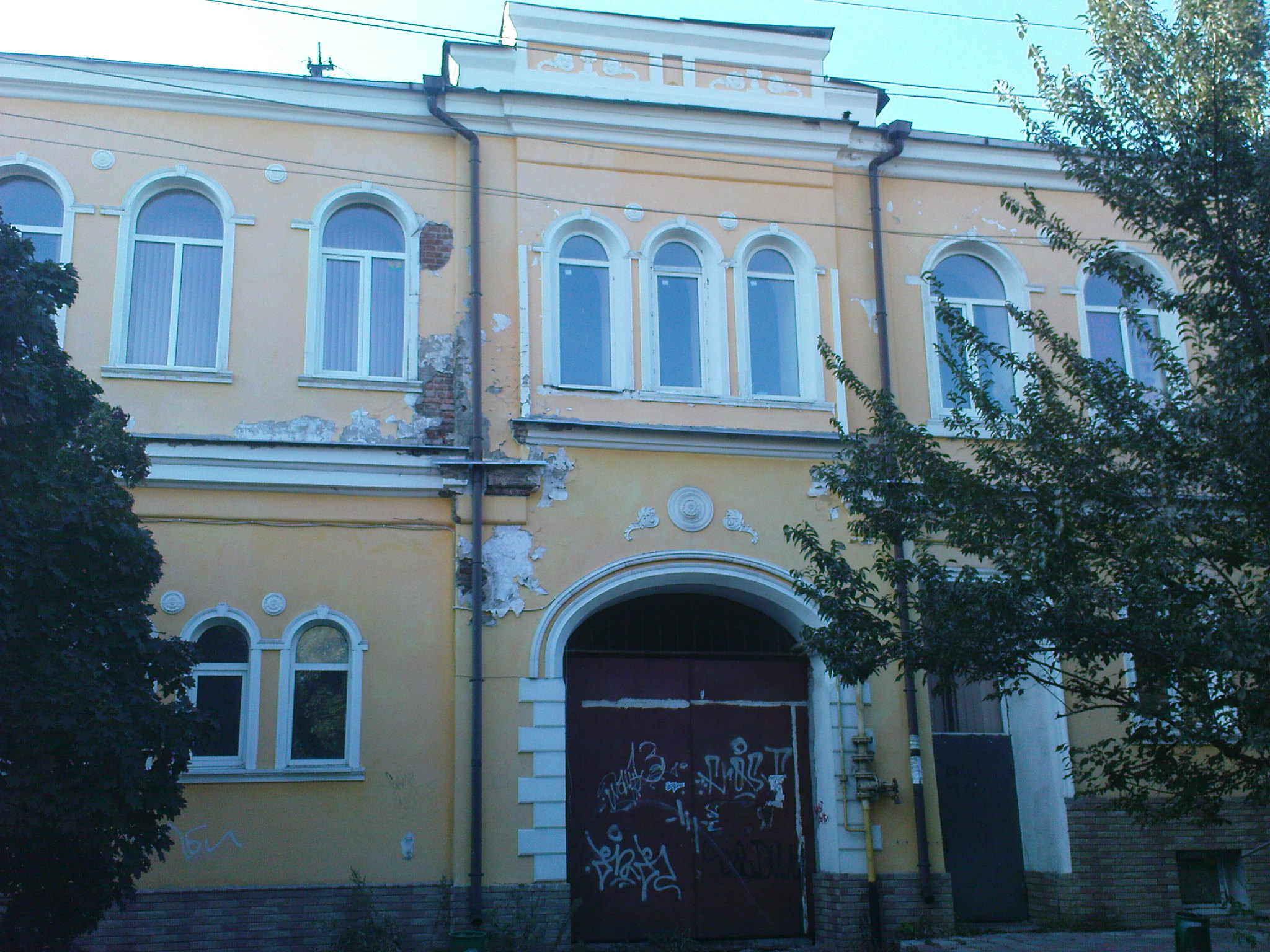
Будинок № 13
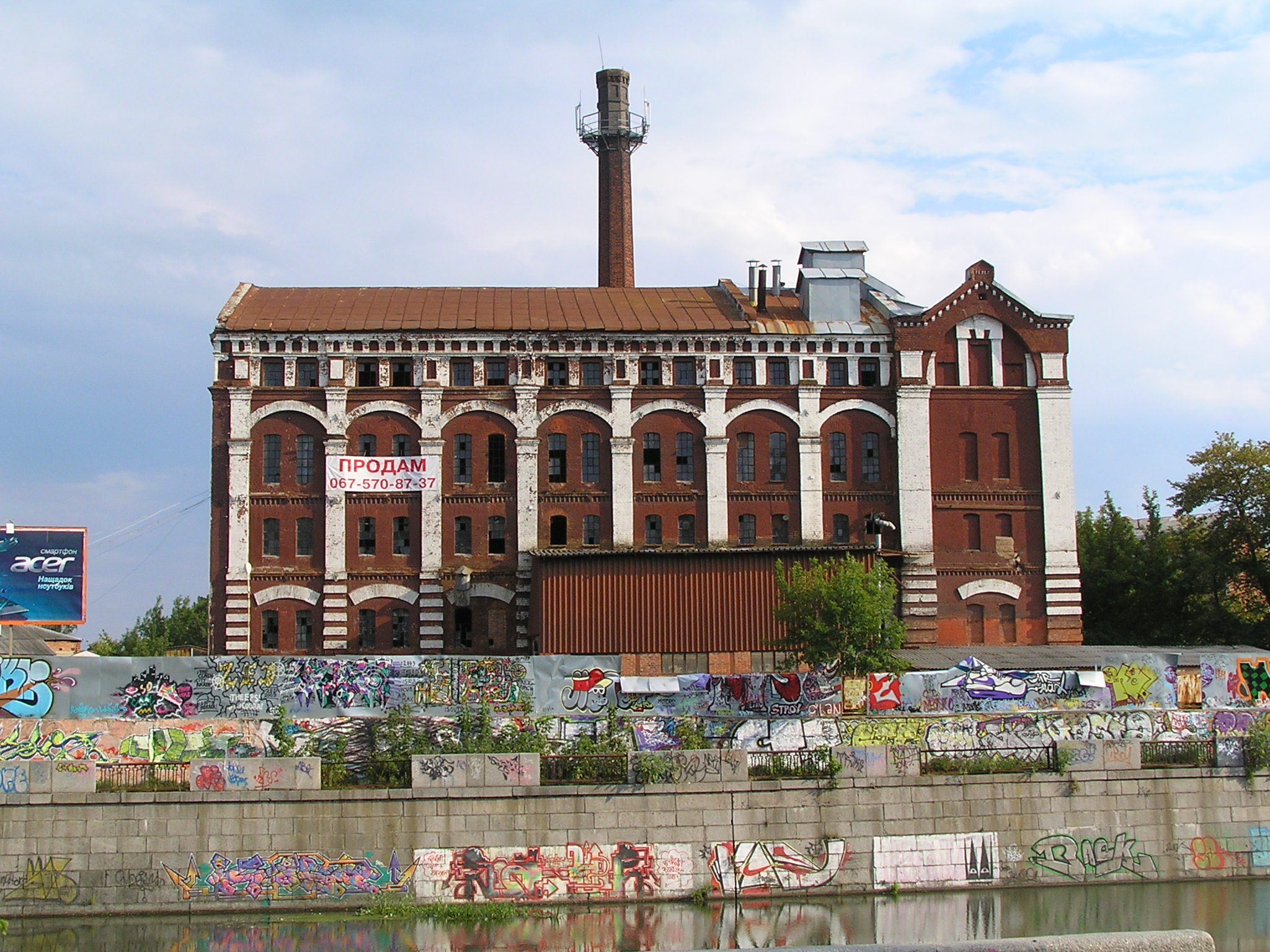
Будинок № 13/3. Паровий млин до "реконструкції"